# Elezioni generali nel Regno Unito del 1885
Le elezioni generali nel Regno Unito del 1885 si svolsero dal 24 novembre al 18 dicembre. Furono le prime elezioni generali a tenersi dopo il Representation of the People Act 1884 e il Redistribution of Seats Act 1885 che estese il diritto di voto alla maggioranza degli uomini adulti; la maggior parte dei collegi elettorali elesse un deputato. le elezioni videro i liberali guidati da William Ewart Gladstone, ottenere il maggior numero di seggi, ma non la maggioranza assoluta. Dato che i nazionalisti irlandesi rappresentarono l'ago della bilancia tra liberali e conservatori, questo esacerbò le divisioni all'interno dei liberali sull'home rule irlandese e portò a una divisione e ad un'altra elezione l'anno successivo.

## Risultati
| Liste | Liste                                  | Voti      | %     | Variazione % | Seggi | Variazione seggi |
| ----- | -------------------------------------- | --------- | ----- | ------------ | ----- | ---------------- |
|       | Liberale                               | 2.199.198 | 47,4% | 7,3%         | 319   | 33               |
|       | Conservatore                           | 2.020.927 | 43,5% | 1,0%         | 247   | 10               |
|       | Parlamentare Irlandese                 | 310.608   | 6,9%  | 4,1%         | 86    | 23               |
|       | Indipendenti Liberali                  | 55.652    | 1,3%  | —            | 11    | 11               |
|       | Indipendenti Liberali e Crofters Party | 16.551    | 0,4%  | —            | 4     | 4                |
|       | Indipendenti Conservatori              | 12.599    | 0,3%  | —            | 2     | 2                |
|       | Liberali-Laburisti                     | 8.232     | 0,2%  | —            | 1     | 1                |
|       | Indipendenti                           | 6.570     | 0,1%  | —            | 0     | —                |
|       | Indipendenti Nazionalisti              | 2.889     | 0,1%  | —            | 0     | —                |
|       | Scottish Land Restoration              | 2.359     | 0,0%  | —            | 0     | —                |
|       | Lealisti Irlandesi                     | 1.869     | 0,0%  | —            | 0     | —                |
|       | Federazione Social Democratica         | 657       | 0,0%  | —            | 0     | —                |

|                        |                        |  |        |        |
| ---------------------- | ---------------------- |  | ------ | ------ |
| Liberali               | Liberali               |  | 47,41% | 47,41% |
| Conservatori           | Conservatori           |  | 43,57% | 43,57% |
| Parlamentari Irlandesi | Parlamentari Irlandesi |  | 6,9%   | 6,9%   |
| Indipendenti           | Indipendenti           |  | 2,03%  | 2,03%  |
| Altri                  | Altri                  |  | 0,29%  | 0,29%  |

|                        |                        |  |        |        |
| ---------------------- | ---------------------- |  | ------ | ------ |
| Liberali               | Liberali               |  | 47,51% | 47,51% |
| Conservatori           | Conservatori           |  | 36,87% | 36,87% |
| Parlamentari Irlandesi | Parlamentari Irlandesi |  | 12,84% | 12,84% |
| Lib-Lab                | Lib-Lab                |  | 0,15%  | 0,15%  |
| Indipendenti           | Indipendenti           |  | 2,54%  | 2,54%  |